# Ricardo Blume
Ricardo Cristóbal Blume Traverso (Lima, 16 de agosto de 1933-Santiago de Querétaro, 30 de octubre de 2020) fue un actor peruano de teatro, cine y televisión que desarrolló gran parte de su carrera en México.

## Biografía
Ricardo Blume fue hijo de Juan Carlos Federico Blume Dixon y Rosa María Traverso Magán. Nieto de Federico Blume y Othon, considerado el pionero de la navegación submarina en el Perú y en América Latina. Estudió en el Colegio Champagnat de la ciudad de Lima donde fue compañero de clase de los pintores Herman Braun-Vega y Siegfried Laske.
Debutó a los diecinueve años en la Asociación de Artistas Aficionados (AAA). Siguió estudios en la Real y Superior Escuela de Arte Dramático de Madrid. A su regreso a Lima, fundó y dirigió el Teatro de la Universidad Católica (TUC) en 1961 y como profesor de dicha institución, produjo montajes de alta calidad, formando actores y directores reconocidos en la escena nacional, como Jorge Chiarella Krüger y Gianfranco Brero. España fue el primer país extranjero en abrirle las puertas; más tarde México haría lo mismo.
Se dio a conocer en toda Hispanoamérica en la telenovela Simplemente María (Perú, 1969). A principios de la década de 1970 se radicó en México y continuó haciendo telenovelas sin dejar las tablas.
Recibió la medalla "Mi vida" en el teatro, el más alto galardón a la actuación en México, que le fue entregada por el Centro Mexicano del Instituto Internacional de Teatro de la Unesco. 
Volvió al Perú, de 1980 a 1992, con la idea de alquilar o comprar un teatro –“es la única frustración de toda mi carrera”–. Solo una vez actuó en la televisión, como invitado en la serie Gamboa. Después, vivió como comentarista de una página cultural y de presentador de documentales en la televisión, para regresar nuevamente a México. Tvuco convenio con Televisa.
Asimismo, fue homenajeado con la medalla Juan Pablo Vizcardo y Guzmán, otorgada por el Congreso de la República del Perú en el año 2002, reconociendo su esfuerzo y premiando su calidad actoral. 
Ricardo Blume sumó en su trayectoria una decena de películas, entre las que se encuentran: Mi secretaria está loca... loca... loca (Argentina, 1967), Detrás de esa puerta (México, 1975), Malabrigo (Perú, 1986) y Sobrenatural (México, 1996), entre otras.
En 2013, inauguraron el Teatro Ricardo Blume Jorge Chiarella y Celeste Viale, con la obra Hamlet, en la que el propio histrión participó con la voz del padre del príncipe.

## Trayectoria

### Teatro
Participó en más de setenta obras de teatro, entre las que destacan:
- Egmond (2012)
- Feliz nuevo siglo, doktor Freud (2000)
- Emigrados (1999)
- El gran teatro del mundo (1970)
- Collacocha (1956)

Director:
- El cielo es para todos (1979)
- El centroforward murió al amanecer, de Agustín Cuzzani (1968)
- Historias para ser contadas (1967)
- La señorita Canario (1967)
- Las bizarrías de Belisa (1966)
- Pasos, voces, alguien (1965)
- Auto de la pasión (1965)
- El servidor de dos amos
- La verdad sospechosa (1964)
- Los empeños de una casa (1964)
- La siega (1963) Recibió Premio Anita Fernandini de Naranjo
- Los habladores
- Paso primero
- Auto del magná
- La tinaja
- Tristán e Isolda

### Telenovelas
- Muchacha italiana viene a casarse (2014) como Mario Bianchi.
- Cuidado con el ángel (2008 - 2009) como Don Patricio Velarde del Bosque.
- Amor sin maquillaje (2007) como Mario.
- Heridas de amor (2006) como Leonardo Altamirano.
- Amor real (2003) como el General de División Don Hilario Peñalvert y Beristain.
- Mujer bonita (2001) como Damián.
- Ramona (2000) como Ruy Coronado.
- Los hijos de nadie (1997) como Don Chuy.
- María la del barrio (1995 - 1996) como Don Fernando de la Vega.
- Caminos cruzados (1994 - 1995) como Olegario.
- Marimar (1994) como Gobernador Fernando Montenegro.
- Carrusel de las Américas (1992) como Don Pedro Huamán.
- Alcanzar una estrella (1990)
- Pelusita (1980 - 1981) como Chong Li.
- Verónica (1979 - 1980) como César.
- Viviana (1978 - 1979) como Luis Treviño.
- Mundo de juguete (1974 - 1977) como Mariano Salinas.
- Entre brumas (1973) como Paul Anderson.
- El carruaje (1972) como Padre Farías
- Las fieras (1972) como Leonard.
- Muchacha italiana viene a casarse (1971 - 1973) como Juan Francisco de Castro.
- Simplemente María (1969) como Roberto Caride/Antonio Ramos.
- Mentira sentimental (1969)
- Corazón herido (1965)
- Doña Bárbara (1964).
- Cumbres borrascosas (1963).
- Tierra embrujada (1962).
- La casa de las lilas (1962).
- Kid Cristal (1960)

### Series
- Como dice el dicho (2012) (Episodio: No tiene la culpa el indio)[9]
- Gritos de muerte y libertad (2010) como Juan José Ruiz de Apodaca y Eliza.
- Locas de amor (2010) como otro Psiquiatra.
- Mujer, casos de la vida real (1994 - 2007; total de 14 episodios)

### Cine
- Viejos amigos (2014)
- Tercera llamada (2013)
- Quemar las naves (2007)
- Mezcal (2006)
- Fuera del cielo (2006)[10]
- Conejo en la luna (2004)
- Sobrenatural (1996)
- Malabrigo (1986)
- Ojos de perro (1981)
- Detrás de esa puerta (1975)
- Derecho de asilo (1975)
- La mujer perfecta (1975)
- Con amor de muerte (1974)
- Los perros de Dios (1974)
- Pobre niño rico (1974)
- El primer paso... de la mujer (1974)
- Los enamorados (1971)
- Mi secretaria está loca... loca... loca (1967) como Alberto Ugarteche.
- Intimidad de los parques (1965)

## Premios y nominaciones
| Premio       | Año  | Categoría                                    | Resultado | Observaciones                       |
| ------------ | ---- | -------------------------------------------- | --------- | ----------------------------------- |
| Premio Ariel | 2006 | Mejor coactuación masculina                  | Nominado  | Fue actuando en la película Mezcal. |
| Premios ACPT | 2014 | Premio a la Distinción Trayectoria "62 años" | Ganador   |                                     |

- Premio Bravo otorgado por la Asociación Internacional de Periodistas de México.
- CIRCE
- Distinción del Teatro de la Universidad Católica.
- Doctor honoris causa de la Pontificia Universidad Católica del Perú (2006).[12]
- Orden al Mérito Cultural de Lima, Municipalidad Metropolitana de Lima (2004).[13]
- Mi vida en el teatro del Centro Mexicano del Instituto Internacional de Teatro de la UNESCO.
- Medalla Juan Pablo y Vizcardo y Guzmán, otorgada por el Congreso de la República del Perú (2002).